# Municipio de Wells (condado de Bradford)
El municipio de Wells (en inglés: Wells Township) es un municipio ubicado en el condado de Bradford en el estado estadounidense de Pensilvania. En el año 2000 tenía una población de 1.278 habitantes y una densidad poblacional de 14.5 personas por km².

## Geografía
El municipio de Wells se encuentra ubicado en las coordenadas 41°57′08″N 76°52′30″O / 41.95222, -76.87500.

## Demografía
Según la Oficina del Censo en 2000 los ingresos medios por hogar en la localidad eran de $36,420 y los ingresos medios por familia eran $40,489. Los hombres tenían unos ingresos medios de $29,408 frente a los $21,215 para las mujeres. La renta per cápita para la localidad era de $15,717. Alrededor del 12,3% de la población estaban por debajo del umbral de pobreza.